# Cột nhiệt

Ví dụ về cột nhiệt giữa mặt đất và mây tích.

Cột nhiệt là một cột không khí dâng lên trong các cao độ nhỏ của khí quyển Trái Đất, một hình thức của dòng khí đi lên trong khí quyển. Các cột nhiệt được sự nóng lên không đều của bề mặt Trái Đất từ bức xạ mặt trời tạo ra và là một ví dụ về đối lưu, cụ thể ở đây là đối lưu khí quyển. Mặt Trời làm ấm mặt đất, từ đó làm ấm không khí ngay phía trên nó.

## Cột nhiệt trên Trái Đất

Biểu đồ chỉ ra đường di chuyển của một khối không khí ẩm đối lưu khi được nâng dọc B-C-E so với nhiệt độ (T) và độ ẩm (Tw) của không khí xung quanh; xem thế năng khả dụng đối lưu (CAPE).

Không khí ấm hơn gần bề mặt giãn nở, trở nên nhẹ hơn không khí xung quanh. Không khí nhẹ hơn dâng lên và nguội đi do sự giãn nở của nó ở áp suất thấp hơn ở các cao độ lớn hơn. Nó ngừng dâng lên khi nguội đến cùng nhiệt độ với không khí xung quanh.
Gắn với một cột nhiệt là một dòng khí đi xuống ở xung quanh cột nhiệt. Phần bên ngoài chuyển động đi xuống là do không khí lạnh hơn bị thay thế ở đỉnh cột nhiệt.
Kích thước và công suất của cột nhiệt chịu ảnh hưởng của các tính chất của khí quyển ở cao độ nhỏ hơn (tầng đối lưu). Thông thường, khi không khí lạnh thì các bong bóng khí ấm hình thành do mặt đất làm nóng không khí ngay phía trên nó và chúng nổi lên giống như một nhiệt khí cầu. Khi đó không khí được coi là không ổn định. Nếu có một lớp không khí ấm nằm cao hơn thì nghịch nhiệt có thể ngăn không cho các cột nhiệt dâng lên và không khí được cho là ổn định.
Biểu thị của cột nhiệt thường là sự hiện diện của mây tích có thể nhìn thấy ở đỉnh của cột nhiệt. Khi gió ổn định, các cột nhiệt và mây tích tương ứng của chúng có thể sắp xếp thành hàng theo hướng gió, đôi khi được các phi công tàu lượn gọi là "đường mây". Các đám mây tích được hình thành do không khí dâng lên trong một cột nhiệt khi nó đi lên và nguội đi, cho đến khi hơi nước trong không khí bắt đầu ngưng tụ thành những giọt có thể nhìn thấy. Nước ngưng tụ giải phóng năng lượng ẩn nhiệt cho phép không khí dâng lên cao hơn. Không khí rất không ổn định có thể đạt đến mức đối lưu tự do (LFC), vì thế nó dâng lên các độ cao lớn, ngưng tụ một lượng lớn nước và do đó hình thành mưa rào hoặc thậm chí là giông tố. Giông tố là nguy hiểm cho máy bay.
Cột nhiệt là một trong nhiều nguồn sức nâng được các loài chim bay lượn và tàu lượn sử dụng để lượn lên.

## Cột nhiệt ngoài Trái Đất
Cột nhiệt cũng được thấy ở những nơi khác trong hệ Mặt Trời. Ví dụ, trên Sao Hỏa, các cột nhiệt thường ở dạng lốc cát khi nhìn từ các xe tự hành và tàu vũ trụ quỹ đạo Sao Hỏa.
Cột nhiệt cũng được nhìn thấy trên Mặt Trời, thường hình thành các lăng trụ lục giác (các ngăn Bénard).